# Bertana Boccida
Bertana Boccida era il nome di un comune della provincia di Cremona, esistito fino al 1823.
Prendeva il nome dalle cascine Bertana e Boccida.

## Storia
Il comune del contado di Cremona contava 95 abitanti a metà Settecento.
In età napoleonica, dal 1810 al 1816, il comune di Bertana Boccida fu soppresso e aggregato al comune di Persico, recuperando però l'autonomia con la costituzione del Regno Lombardo-Veneto.
Nel 1823 i governanti austriaci tornarono però suo loro passi, e il comune di Bertana Boccida venne aggregato al comune di Bettenesco, decenni dopo confluita a sua volta in Persico Dosimo.